# Giemtsjön
Giemtsjön är en sjö i Storumans kommun i Lappland och ingår i Umeälvens huvudavrinningsområde. Sjön har en area på 0,962 kvadratkilometer och ligger 691,1 meter över havet. Giemtsjön ligger i Vindelfjällen Natura 2000-område. Sjön avvattnas av vattendraget Kirjesån.

## Delavrinningsområde
Giemtsjön ingår i det delavrinningsområde (729113-150294) som SMHI kallar för Utloppet av Giemtsjön. Medelhöjden är 783 meter över havet och ytan är 7,21 kvadratkilometer. Räknas de 9 avrinningsområdena uppströms in blir den ackumulerade arean 23,98 kvadratkilometer. Kirjesån som avvattnar avrinningsområdet har biflödesordning 2, vilket innebär att vattnet flödar genom totalt 2 vattendrag innan det når havet efter 356 kilometer. Avrinningsområdet består mestadels av skog (49 procent) och kalfjäll (35 procent). Avrinningsområdet har 1,05 kvadratkilometer vattenytor vilket ger det en sjöprocent på 14,5 procent.